# Ла-Рошет (Альпы Верхнего Прованса)
Ла-Роше́т (фр. La Rochette, окс. La Roqueta) — коммуна во Франции, находится в регионе Прованс — Альпы — Лазурный Берег. Департамент коммуны — Альпы Верхнего Прованса. Входит в состав кантона Антрево. Округ коммуны — Кастелан.
Код INSEE коммуны — 04170.

## Население
Население коммуны на 2008 год составляло 57 человек.
| 1962 | 1968 | 1975 | 1982 | 1990 | 1999 | 2008 |
| ---- | ---- | ---- | ---- | ---- | ---- | ---- |
| 90   | 74   | 66   | 41   | 48   | 53   | 57   |

## Экономика
В 2007 году среди 39 человек в трудоспособном возрасте (15—64 лет) 24 были экономически активными, 15 — неактивными (показатель активности — 61,5 %, в 1999 году было 69,7 %). Из 24 активных работали 24 человека (13 мужчин и 11 женщин), безработных не было. Среди 15 неактивных 3 человека были учениками или студентами, 11 — пенсионерами, 1 был неактивным по другим причинам.

## Достопримечательности
- Руины замка
- Приходская церковь Нотр-Дам-де-Паран
- Часовня Сен-Сатюрнен (XII век)

## Фотогалерея
- Ла-Рошет
- Перевал Требюше
- Водопад
- Карта коммуны